# Atovaquon
Atovaquone of atavaquone is een geneesmiddel dat wordt gebruikt tegen malaria, toxoplasmose en pneumocystische longontsteking. Het behoort als chemische verbinding tot de naftochinonen.
Atovaquone, als combinatiepreparaat met proguanil wordt als Malarone sinds 2000 door GlaxoSmithKline op de markt gebracht als middel voor behandeling en profylaxe van malaria. In Nederland werd in 94% van de voorschriften voor malariaprofylaxe gebruik gemaakt van deze combinatie.

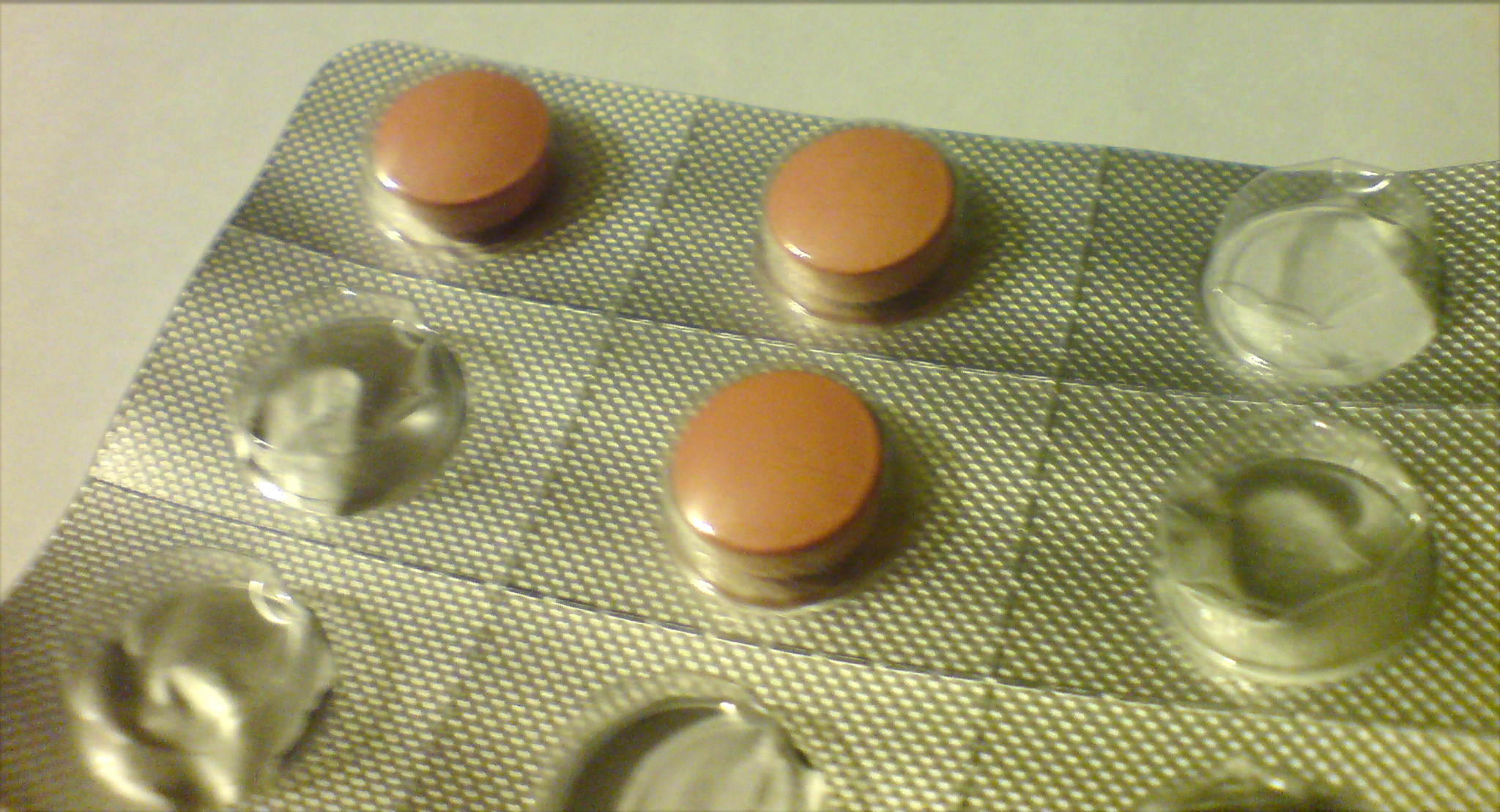
Malarone anti-malaria tabletten in het Verenigd Koninkrijk